# Vinterkräksjuka

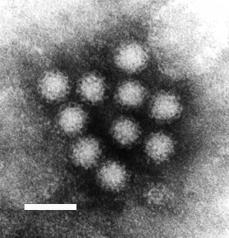
Norwalk-virus

Vinterkräksjuka, eller Norwalkinfektion (calicivirus), är en gastroenterit (magsjukdom) som orsakas av vissa virus, bland annat Norovirus. Dessa förorsakar akut mag- och tarminflammation – viral gastroenterit. Symptomen är diarré, kräkningar, muskelvärk och feber.
Sjukdomen orsakas av ett flertal olika typer av virus och sjukdomsförloppet varierar något beroende på typ. I strikt bemärkelse rör det sig om calicivirus, med undergrupperna norovirus (så kallad Norwalk agent) och sapovirus.
Kräkningar, diarréer och magsmärtor förekommer. Sjukdomen förekommer oftast mellan november och april och är allra vanligast mellan januari och mars. Därför kallas sjukdomen för vinterkräksjuka. Den ska också ha fått sitt namn av samma anledning som förkylning, det vill säga att ju mer tid man tillbringar inomhus under vinterhalvåret, desto mer utsatt blir man för virus från andra människor. Det är viktigt att man dricker mycket, eftersom man förlorar mycket vätska.

## Förlopp
Efter inkubationstiden på 12–48 timmar kommer symptomen mycket hastigt, ofta så fort att den drabbade inte hinner dra sig undan, vilket ökar risken för smittspridning. Symptomen varar oftast 24 till 60 timmar och vanligen blir man fullt återställd.
Sjukdomen varar i ett fåtal dagar, men man är smittsam ytterligare i cirka två dagar efter det. Vinterkräksjukan är vanligen ofarlig, om än mycket obehaglig. Ingen specifik behandling finns. Personer som redan innan är försvagade av någon anledning riskerar dock att bli uttorkade, och kan behöva få vätskeersättning intravenöst. Vuxna och i övrigt friska människor behöver dock i regel ingen sjukhusvård.
Den är inte immunitetsbildande under längre tid, vilket innebär att man kan bli smittad på nytt kort tid efter tillfrisknandet. Dock bär var femte svensk på en speciell genvariant som gör att calicivirus inte kan ta sig in i tarmens celler. I dessa fall har individen varit immun mot de vanliga virusen, men vintern 2009–2010 observerades en muterad variant av noroviruset, vilken även drabbar immuna.

## Spridning och förebyggande
Smittan sprids via direkt eller indirekt kontakt med sjuka personer, framför allt vid pågående kräkningar, men kan också spridas via mat som förorenats av smittan. Dricksvatten eller livsmedel som har kommit i kontakt med den sjuka eller viruset kan också smittas. Hettar man upp vatten i minst 70 °C förstörs calicivirus. Det är speciellt viktigt att tvätta händerna efter toalettbesök och före måltid. Desinfektion av toaletter med mera bör göras med Klorin och andra klorbaserade rengöringsmedel. Alkoholbaserade desinfektionsmedel har begränsad effekt eftersom Calicivirus saknar lipidhölje.

### Vinterkräksjuka säsongen 2020-21
Under vinterhalvåret 2020-21 uteblev vinterkräksjukan praktisk taget över stora delar av norra halvklotet, liksom för övrigt även de andra två säsongssjukdomarna RS-virusinfektionen och influensa så Folkhälsomyndigheten rapporterade att antalet fall av vinterkräksjuka hade varit rekordlågt. Normalt rapporteras runt 4 000 fall under en säsong men säsongen 2020-21 rapporterades endast drygt 350. Det historiskt låga antalet bedöms ha berott på informationskampanjer och åtgärder mot covid-19, som förändrat människors beteenden med minskad smittspridning som följd.

## Källhänvisningar
1. ↑  "vinterkräksjuka". NE.se. Läst 24 november 2014.
2. ↑  ”Utebliven säsong för influensa och vinterkräksjuka”. Folkhälsomyndigheten, Stockholm. Arkiverad från originalet den 11 juni 2021. https://web.archive.org/web/20210611195058/https://www.folkhalsomyndigheten.se/nyheter-och-press/nyhetsarkiv/2021/juni/utebliven-sasong-for-influensa-och-vinterkraksjuka/. Läst 11 juni 2021.